# ولیدوو
ولیدوو (انگلیسی: Valitovo) یک شهرک در شهرستان کوگارچینسکی جمهوری باشقیرستان در کشور روسیه است.